# Limp home
Limp home är en motorfunktion som möjliggör att fordonet förflyttas med begränsad kapacitet vid vissa problem som annars kunde innebära totalt stopp. Till exempel när kylningen inte fungerar kan framfart kortare tid ske med begränsat varvtal.